# Эвридика Афинская
Эвридика или Эвтидика (др.-греч. Εὐφυδίκη; IV век до н. э.) — древнеафинская аристократка, супруга двух эллинистических правителей Офелла и Деметрия Полиоркета.

## Биография
Эвридика родилась в Афинах в семье Мильтиада, который происходил из древнего эвпатридского афинского рода Филаидов, самыми известными представителями которого были Мильтиад и Кимон.
Первым мужем Эвридики был македонянин Офелл, который в 322 году до н. э. захватил Киренаику и лишь формально подчинялся сатрапу Египта Птолемею. В этом браке родился сын, которого назвали Мильтиадом. Брак с Эвридикой был одним из факторов, которые позволили Офеллу наладить с Афинами дружеские взаимоотношения и набирать в городе пополнения для своего войска. В 309/308 году до н. э. Эвридика овдовела и вернулась в родные Афины.
В 307 году до н. э. сын Антигона Деметрий Полиоркет освободил город от промакедонского тирана Деметрия Фалерского. На Народном собрании он пообещал восстановить былое могущество Афин, построить им мощный флот, вернуть Имброс, подарить 150 тысяч мер хлеба и наказать всех, кто был причастен к ниспровержению демократического строя. Это было воспринято афинянами с ликованием. Желание Деметрия Полиоркета взять в жёны Эвридику граждане также посчитали «особой честью и милостью». Свадьба была представлена олицетворением символической связи между славным прошлым Афин, которое олицетворяла Эвридика, и властью настоящей. Для Деметрия брак имел политический рассчёт, повторял практику македонских царей брать в жёны представительниц знати покорённых земель.
На момент свадьбы у Деметрия была супруга Фила, брак с которой не расторгался. Эвридика родила Деметрию сына Коррага, судьба которого неизвестна.
О дальнейшей судьбе Эвридики исторические источники не сообщают.

### Исследования
- Дройзен И. Г. История эллинизма. — Ростов н/Д.: Феникс, 1995. — Т. 2. — 544 с. — ISBN 5-85880-079-3.
- Светлов Р. В. Войны античного мира: Походы Пирра. — М.: АСТ, 2003. — ISBN 5-17-016206-5.
- Хабихт Х. Афины. История города в эллинистическую эпоху / Подготовка к изданию и перевод Ю. Г. Виноградова. — М.: Ладомир, 1999. — ISBN 5-86218-339-6.
- Heckel W. Who's Who in the Age of Alexander and his Successors. From Chaironea to Ipsos (338—301 BC) (англ.). — Barnsley: Greenhill Books, 2021. — 554 p. — ISBN 978-1-78438-648-1.
- Wheatley P., Dunn C. Demetrius the Besieger (англ.). — Oxford: Oxford University Press, 2020. — ISBN 978-0-19-883604-9.